# Saint-Symphorien-sur-Saône
 Saint-Symphorien-sur-Saône  es una población y comuna francesa, en la región de Borgoña-Franco Condado, departamento de Côte-d'Or, en el distrito de Beaune y cantón de Saint-Jean-de-Losne.

## Demografía
| 246 | 231 | 220 | 252 | 302 | 306 |
| Para los censos de 1962 a 1999 la población legal corresponde a la población sin duplicidades (Fuente: INSEE [Consultar]) |     |     |     |     |     |